# پیتر آدامسون (فیلسوف)
پیتر اسکات آدامسون (زاده ۱۰ اوت ۱۹۷۲) فیلسوف و مورخ روشنفکری آمریکایی است. او دو سمت آکادمیک دارد: استاد فلسفه در اواخر دوران باستان و در جهان اسلام در دانشگاه لودویگ ماکسیمیلیان مونیخ، و استاد فلسفه باستان و قرون وسطی در کینگز کالج لندن.
آدامسون پادکست هفتگی تاریخ فلسفه بدون هیچ شکافی را میزبانی می‌کند که فقط در سال ۲۰۱۹، ۲۵ میلیون بار دانلود شده‌است. او تلاش می‌کند تا تاریخ فلسفه را در همه فرهنگ‌ها در دسترس قرار دهد. این برنامه فلسفه یونان، فلسفه اسلامی، و فلسفه اروپایی را تا اوایل دوران مدرن پوشش داده‌است، و همچنین مجموعه‌هایی را در مورد فلسفه هند (با همکار جاناردون گانری)، فلسفه آفریقایی (با همکاری چیک جفرز)، و فلسفه چینی راه‌اندازی کرده‌است. برنامه‌ریزی شده، با همکاری نویسنده کارین لای). آدامسون در کنار سایر انتشارات دانشگاهی خود، پادکست را به مجموعه‌ای از کتاب‌های همنام تبدیل کرده‌است.

## زندگی‌نامه
آدامسون مدرک لیسانس خود را از کالج ویلیامز در سال ۱۹۹۴ درجه دکترا دریافت کرد. از دانشگاه نوتردام در سال ۲۰۰۰. او از سال ۲۰۰۰ در کینگز کالج لندن کار کرده و در سال ۲۰۰۹ استاد فلسفه باستان و قرون وسطی شد در سال ۲۰۱۲، او یک انتصاب مشترک به عنوان استاد فلسفه باستان متأخر و فلسفه عربی در دانشگاه لودویگ ماکسیمیلیان مونیخ دریافت کرد.
آدامسون با همسرش (که باواریایی است) و فرزندانش در مونیخ زندگی می‌کند. او به زبان‌های انگلیسی و آلمانی مسلط است و همچنین می‌تواند با متون یونانی باستان، عربی، لاتین، فرانسوی، اسپانیایی، ایتالیایی و اخیراً فارسی کار کند. او از احترام به دین به عنوان جدایی ناپذیر از فلسفه دفاع می‌کند و اندیشه دینی را «از نظر فلسفی جذاب و ثمربخش» می‌داند. آدامسون در مصاحبه ای در سال ۲۰۱۹ اظهار داشت: «اگر می‌توانستم ۱۰ بار زندگی کنم، مایل بودم ۹ مورد از آن عمر را در نواحی مختلف تاریخ فلسفه سپری کنم.»

## جوایز
آدامسون در سال ۲۰۰۳ جایزه فیلیپ لورهولم را برای «دستاوردهای تحقیقاتی برجسته دانشمندان جوان متمایز و امیدوار مستقر در موسسات بریتانیا» دریافت کرد. در سال ۲۰۱۰، او نزدیک به ۲۵۰۰۰۰ پوند کمک مالی از همان مؤسسه دریافت کرد.